# Сперхей
Сперхей (Сперхий, др.-греч. Σπερχειός) — персонаж древнегреческой мифологии бог одноимённой реки в Фессалии. Согласно Павсанию, ссылающемуся на Гомера, Пелей обещал Сперхею волосы Ахилла, если тот вернётся с Троянской войны. Согласно Аполлодору, супруга Пелея, Полидора, родила от Сперхея сына Менесфия, одного из вождей мирмидонцев у Гомера, Пелей признал его своим сыном. По другой версии, изложенной в «Илиаде», Полидора была дочерью Пелея и супругой Бора, который также признал своим сына Полидоры от Сперхея. Керамб, оскорбляя офрийских нимф, говорил, что они дочери Сперхея и Дейно, а не Зевса. Овидий в своих «Метаморфозах» называет Сперхея, «который родит тополя», в числе притоков реки Пеней.